# Nhà Búp Bê
Nhà búp bê là một vở kịch nhà viết kịch Na Uy Henrik Ibsen năm 1879. Nội dung xoay quanh câu chuyện bi kịch của người phụ nữ tên Nora hết lòng hy sinh cho chồng nhưng sau đó đổi lại là vô ơn, bạc bẽo. Cô nhận ra suốt đời mình chỉ như con búp bê sống trong căn nhà theo ý muốn của cha và sau này là chồng.

## Các nhân vật
- Nora Helmer – Vợ Torvald, người mẹ có 3 con, sống theo hình mẫu người vợ thế kỷ 19 nhưng cuối vở kịch đã rời nhà ra đi.
- Torvald Helmer – Chồng của Nora, một giám đốc ngân hàng mới được bổ nhiệm.
- Dr. Rank – Một người bạn giàu có của gia đình
- Kristine Linde – Bạn cũ cùng trường của Nora, đang tìm việc, đã từng có quan hệ với Krogstad
- Nils Krogstad – Một nhân viên trong ngân hàng của Torvakd, là cha đơn thân.
- Ivar, Bobby và Emmy - Các con của Nora và Torvald
- Anne Marie – Nhũ mẫu của Nora sau đó tiếp tục chăm sóc các con của Nora
- Helene – Người hầu gái của nhà Helmer
- The Porter – Người giao cây thông Noel cho nhà Helmer vào đầu vở kịch

## Nội Dung

### Màn 1
Vở kịch mở màn vào dịp Giáng sinh khi Nora Helmer vào nhà mang theo nhiều gói hàng. Chồng của Nora, Torvald, đang làm việc trong phòng làm việc của anh ấy khi cô ấy đến. Anh tinh nghịch quở trách cô vì đã tiêu quá nhiều tiền vào quà Giáng sinh, gọi cô là "con sóc nhỏ" của anh. Anh trêu chọc cô về việc năm trước cô ấy đã dành hàng tuần để làm quà và đồ trang trí bằng tay vì không có tiền. Năm nay Torvald sắp được thăng chức tại ngân hàng nơi anh ấy làm việc, vì vậy Nora cảm thấy rằng họ có thể mua sắm rộng rãi một chút. 
Người giúp việc thông báo có hai vị khách: Bà Kristine Linde, một người bạn cũ của Nora; và ông Rank, một người bạn thân của gia đình. Ông Rank vào gặp chổng Nora trong phòng còn Nora tiếp chuyện bạn ở ngoài.
Kristine đã trải qua một vài năm khó khăn, kể từ khi chồng cô qua đời, không để lại cho cô tiền bạc hay con cái. Nora nói rằng mọi thứ cũng không dễ dàng với họ: Torvald bị ốm và họ phải đến Ý để anh ấy có thể hồi phục. Kristine giải thích rằng khi mẹ cô bị ốm, cô phải chăm sóc các em mình, nhưng bây giờ khi họ đã lớn, cô cảm thấy cuộc sống của mình trống rỗng không kể xiết. Nora hứa sẽ nói chuyện với Torvald về việc tìm việc làm cho cô ấy. Kristine nhận xét Nora giống như một đứa trẻ nhưng Nora cảm thấy phật ý, nên Nora đã tiết lộ chuyện cô giả chữ ký cha để vay tiền một cách bất hợp pháp (phụ nữ bị cấm thực hiện các hoạt động tài chính như ký séc mà không có sự chứng thực của đàn ông) để có tiền cho chồng đến Ý. Kể từ đó, cô đã bí mật làm việc và tiết kiệm để trả nợ.
Krogstad, một nhân viên cấp thấp hơn tại ngân hàng của Torvald, đến và bước vào phòng làm việc. Nora rõ ràng là không thoải mái khi nhìn thấy anh ta. Ông Rank rời khỏi phòng và nói rằng mình cảm thấy tồi tệ, bản thân đang mắc bệnh nhưng là một bệnh thể chất còn Krogstad thì bị bệnh về mặt đạo đức.
Sau cuộc gặp với Krogstad, Torvald ra khỏi phòng làm việc. Nora hỏi anh ta liệu anh ta có thể giao cho Kristine một vị trí tại ngân hàng không và Torvald rất tích cực, nói rằng đây là một thời điểm may mắn, vì một vị trí vừa mới có sẵn. Torvald, Kristine và ông Rank rời khỏi nhà, để lại Nora một mình. Người bảo mẫu trở lại cùng bọn trẻ và Nora chơi với chúng một lúc cho đến khi Krogstad chui qua cánh cửa hé mở vào phòng khách và khiến cô ngạc nhiên. Krogstad nói với Nora rằng Torvald định sa thải anh ta khỏi ngân hàng và nhờ cô ấy can thiệp với Torvald để cho phép anh ta tiếp tục công việc của mình. Cô ấy từ chối, nhưng Krogstad đã đe dọa về khoản vay mà cô ấy đã vay cho chuyến đi đến Ý; anh ta biết rằng cô ấy có được khoản vay này bằng cách giả mạo chữ ký của cha sau khi ông qua đời. Krogstad rời đi và khi Torvald trở lại, Nora cố gắng thuyết phục anh ta không sa thải Krogstad. Torvald từ chối nghe lời cầu xin của cô, giải thích rằng Krogstad là kẻ dối trá và đạo đức giả và nhiều năm trước khi anh ta phạm tội: anh ta đã giả mạo chữ ký của người khác.

### Màn 2
Kristine đến để giúp Nora sửa một chiếc váy cho buổi lễ hóa trang mà cô và Torvald dự định tham dự vào ngày hôm sau. Torvald trở về từ ngân hàng, và Nora lại  xin chồng phục chức cho Krogstad vì lo lắng Krogstad sẽ đăng những bài báo bôi nhọ Torvald và hủy hoại sự nghiệp của anh ta. Torvald gạt bỏ nỗi sợ hãi của cô ấy và giải thích rằng, mặc dù Krogstad là một nhân viên giỏi và dường như đã làm ảnh hưởng cuộc sống của mình, nhưng anh ta phải bị sa thải vì anh ta đã quá rành rõi về Torvald. Torvald sau đó dời vào phòng làm việc.
Ông Rank đến. Nora yêu cầu anh ta giúp đỡ, nhưng ông tiết lộ rằng mình đã bước vào giai đoạn cuối của căn bệnh và mình luôn yêu thầm Nora.Nora đã cố nói với Rank rằng mình không yêu ông ta mà chỉ coi như bạn bè.
Bị Torvald sa thải, Krogstad đến nhà. Nora nài nỉ.  Ông Rank vào phòng làm việc của Torvald để không phải gặp Krogstad. Khi Krogstad tiếp tục đe dọa Nora yêu cầu nói Torvald không chỉ giữ mình lại mà còn phải thăng chức cho anh ta. Nora giải thích rằng cô ấy đã cố gắng hết sức để thuyết phục chồng, nhưng anh ấy không chịu thay đổi quyết định. Krogstad nói với Nora rằng anh ta đã viết một lá thư kể chi tiết tội của cô và bỏ nó vào hộp thư của Torvald, hộp thư này đã bị khóa.
Nora nói với Kristine về hoàn cảnh của mình, đưa cho Kristine địa chỉ của Krogstad và nhờ cô thuyết phục hắn buông tha cho mình. Torvald định đi lấy thư. Lo sợ vì chồng sẽ thấy bức thư vạch tội, Nora đã đánh lạc hướng chồng bằng cách nhờ chồng chỉ cho điệu nhảy mình đang tập. Torvald giành cả buổi tối để chỉ cho vợ nhưng đến khi mọi người đi ăn tối, còn lại Nora, cô lại phải đối diện với tình thế trước mắt, quá rối trí, cô định tự sát.

### Màn 3
Kristine đến gặp Krogstad, trong cuộc trò truyện, cô nói mình lấy chồng chỉ vì không có cách nào để đỡ đần người mẹ bệnh tật và các em thơ dại. Cô tin rằng chính vì mình ruồng bỏ Krogstad mới khiến cho Krogstad trở thành con người nham hiểm ác độc như hiện nay. Cô đến muốn nối lại tình xưa với Krogstad. Krogstad đã thay đổi ý định và muốn lấy lại bức thư đã gửi cho Torvald. Nhưng Kristine quyết định cứ để cho Torvald biết sự thật vì chính anh ta và cuộc hôn nhân với Nora.
Sau khi Torvald kéo Nora từ bữa tiệc về. Ông Rank cũng cùng theo về, họ trò chuyện một lúc. Ông Rank nói đây là lời tạ từ sau cuối vì mình đang sắp chết rồi. Torvald sau đó lấy được bức thư, biết được sự tình và bị đe dọa phải làm theo đòi hỏi của Krogstad để đổi lấy chuyện này không bị phanh phui. Torvald đã mắng nhiết Nora, nói cô là người phụ nữ gian dối và mất đạo đức, không xứng đáng được nuôi dạy lũ trẻ. Torvald nói rằng từ nay cuộc hôn nhân chỉ còn trên danh nghĩa.
Người hầu gái bước vào, đưa một bức thư cho Nora, bức thư gửi từ Krogstad, nhưng Torvald đòi đọc bức thư, Krogstad nói trong thư sẽ không đem chuyện này ra uy hiếp họ nữa, Torvald thấy mình được cứu, đã hủy cả 2 bức thư, và nói sẽ tha thứ cho vợ. Nhưng Nora đã nhận ra người chồng bấy lâu nay của mình chỉ là kẻ ích kỷ yêu bản thân mình hơn tất thảy. Torvald đã cố giải thích và làm dịu Nora nhưng Nora đã quá chán ngán và thất vọng, cô quyết định sẽ bỏ đi, cô thấy bị tan vỡ và phản bội khi chồng lại đối xử với cô như vậy, khi chính cô phạm tội để chạy chữa cho anh ta. Cô thấy cả đời mình bị đối xử không khác gì con búp bê mặc cha và chồng sắp đặt. Nora bỏ lại chìa khóa và nhẫn cưới. Torvald gục ngã và bắt đầu khóc.

## Ghi nhận
Vào năm 2006, kỷ niệm một trăm năm ngày mất của Ibsen, Nhà Búp Bê được vinh danh là vở kịch được trình diễn nhiều nhất trên thế giới vào năm đó. 